# Ван дер Валсова једначина стања
Ван дер Валсова једначина стања је једначина која повезује густину гасова и течности (заједно флуида) са запремином, притиском, и температуром, и зато је она термодинамичка једначина стања. Представља проширење једначине стања идеалног гаса како би била применљива на реалним гасовима и неким течностима, а измењена је тако да узима у обзир међусобне интеракције честица, као и коначну запремину и геометрију самих честица.
Једначину је 1873. године формулисао Јоханес ван дер Валс, а 1910. године је добио Нобелову награду за физику за допринос теорији стања гасова и течности.

## Једначина
Једначина повезује у себи три променљиве које описују дати флуид: запремину {\displaystyle V}, притисак флуида {\displaystyle p}, и температуру {\displaystyle T}:
{\displaystyle \left(p+{\frac {a}{V^{2}}}\right)(V-b)=RT}
Коефицијенти {\displaystyle a} и {\displaystyle b} представљају корекције које се уводе због понашања реалних гасова које се знатно разликује од идеалних гасова. Коефицијент {\displaystyle a} представља фактор пропорционалности који зависи од међумолекулских сила привлачења честица (код идеалних гасова, међусобна интеракција честица је занемарљиво мала), а коефицијент {\displaystyle b} представља коволумен, односно празан простор између честица које се апроксимирају као сфере.

## Извођење
Полази се од једначине стања идеалног гаса:
{\displaystyle p_{id}V_{id}=RT}
Прва корекција која се уводи односи се на запремину. Наиме, на повишеном притиску, реални гасови показују запремине које су веће него што је очекивано по законима идеалних гасова. Ова појава се приписује коначној запремини молекула. Ако се молекули посматрају као сфере, у густо пакованом скупу оваквих молекула остаје празног међупростора. Ако два сферна молекула имају пречник {\displaystyle \sigma }, они ће заузети запремину која је једнака {\displaystyle ^{4}/_{3}\pi \sigma ^{3}}, односно сваки од молекула ће заузети запремину која је једнака {\displaystyle ^{2}/_{3}\pi \sigma ^{3}}. Стварна запремина једног молекула ће бити:
{\displaystyle {\frac {4}{3}}\pi \left({\frac {\sigma }{2}}\right)^{3}={\frac {1}{6}}\pi \sigma ^{3}}
У поређењу са заузетом запремином, види се да молекул заузима већи део простора него што је његова запремина:
{\displaystyle {\frac {{\frac {2}{3}}\pi \sigma ^{3}}{{\frac {1}{6}}\pi \sigma ^{3}}}=4}
Следи да је за један мол флуида разлика у запремини једнака:
{\displaystyle b=4\left({\frac {1}{6}}\pi \sigma ^{3}\right)N={\frac {2}{3}}N\pi \sigma ^{3}}
где је {\displaystyle N} Авогадров број, а {\displaystyle b} величина која се назива коволумен.
Са друге стране, реални гасови показују мање притиске него што по једначини стања идеалних гасова. Узрок овој појави је постојање сила привлачења између молекула. Молекул који се налази у унутрашњости флуида се налази у хомогеном пољу сила привлачења јер је са свих страна подједнако окружен честицама које га привлаче, а молекул који се налази близу зида суда у којем се флуид налази је привучен само једнострано, ка осталим молекулима у гасу. На тај начин се смањује укупан притисак сразмерно броју честица близу зида. Идеални притисак се коригује величином која има димензије притиска, а назива се унутрашњим или кохезионим притиском:
{\displaystyle p_{u}={\frac {a}{V^{2}}}}
где је {\displaystyle a} фактор пропорционалности који зависи од јачине сила привлачења и стога је карактеристичан за сваку молекулску врсту.
Заменом ове две корекције у једначину идеалног гасног стања:
{\displaystyle V_{id}=V-b}
{\displaystyle p_{id}=p+p_{u}=p+{\frac {a}{V^{2}}}}
добија се коначан облик ван дер Валсове једначине стања:
{\displaystyle \left(p+{\frac {a}{V^{2}}}\right)(V-b)=RT}

## Израчунавање и ограничења
Коефицијент {\displaystyle b} се може приближно израчунати уз познавање пречника молекула {\displaystyle \sigma }, који се може добити из других особина гаса, а коефицијент {\displaystyle a} која потиче од међумолекулских сила привлачења израчунавањем по некој од једначина међумолекулског потенцијала, као што је Ленард-Џоунсов потенцијал. Из експериментално одређених притисака, запремине и температуре, ове величине се могу добити или статистичком обрадом или преко критичних величина.
Ван дер Валсова једначина само приближно описује понашање реалних гасова, јер коефицијенти корекције {\displaystyle a} и {\displaystyle b} зависе делимично од температуре и притиска. Постоји велик број других једначина стања које прецизније описују стање флуида, али су знатно сложеније; због своје једноставности, ван дер Валсова једначина се користи и данас.